# Alfons Zurawski
Alfons Zurawski (* 17. Dezember 1914 in Kainen; † 6. Oktober 1942 in Brandenburg an der Havel) war ein deutscher römisch-katholischer Offizier und Märtyrer.

## Leben
Alfons Zurawski besuchte Schulen in Bromberg und Rößel und machte 1935 Abitur. Nach Studienversuchen der Philologie in Breslau und der Chemie in Königsberg trat er noch vor dem Zweiten Weltkrieg in die Wehrmacht ein und wurde rasch zum Leutnant befördert. 1940 wurde er während eines Fronturlaubs auf Denunziation hin wegen Begünstigung polnischer Kriegsgefangener verhaftet. Im Frühjahr 1942 wurde er von Königsberg nach Berlin in das Wehrmachtsuntersuchungsgefängnis gebracht und am 29. August 1942 vom Reichskriegsgericht zum Tode verurteilt. Im Zuchthaus Brandenburg-Görden wurde er am 1. November 1943 hingerichtet. Er war 27 Jahre alt.

## Zitat
Leutnant Zurawski schrieb vor seiner Hinrichtung in einem Abschiedsbrief: 
„Glaubt mir, meine Liebsten, ich bin wohl selten in meinem bisherigen Leben so ruhig gewesen wie jetzt; der Herr Pfarrer hat mir die hl. Sakramente gespendet und ist bei mir, so dass ich die letzten Stunden meines Erdendaseins zu den schönsten rechnen darf. Schließlich ist ja auch der Tod nur der Übergang zu einem schöneren Jenseits. Auf jenes bessere Jenseits freue ich mich sehr. … Wollen wir das alles als beste Fügung Gottes auffassen und uns deswegen nicht dagegen auflehnen. Der Herrgott hat all das gewollt und sicherlich verfolgt er damit seinen Zweck, der uns nur zum Guten dienen kann. Es ist doch etwas Schönes, in dieser unruhigen Zeit eines gut vorbereiteten Todes zu sterben. Wie wenigen ist es heute vergönnt! Dafür bin ich meinem Herrgott sehr dankbar.“

## Gedenken
Die Römisch-katholische Kirche in Deutschland hat Alfons Zurawski als Märtyrer aus der Zeit des Nationalsozialismus in das deutsche Martyrologium des 20. Jahrhunderts aufgenommen.